# Akademie věd Uzbecké republiky
Akademie věd Uzbecké republiky (uzbezky Oʻzbekiston Respublikasi Fanlar Akademiyasi, OʻzFA) je hlavní vědecká instituce v Uzbekistánu se sídlem v uzbeckém hlavním městě Taškentu. Akademie slouží ke koordinaci výzkumu ve všech oblastech vědy. Prezidentem Akademie věd je od roku 2017 Behzod Yoʻldoshev.

## Historie
Akademie věd byla založena během sovětské vlády v listopadu 1943 jako Akademie věd Uzbecké sovětské socialistické republiky. Jejím prvním prezidentem byl matematik Toshmuhammad Niyozovich Qori-Niyozov. Po vyhlášení nezávislosti Uzbekistánu v roce 1991 akademie pokračuje nadále v činnosti pod současným názvem.

## Výzkum
Výzkumná činnost Uzbecké akademie věd je rozdělena do 20 ústavů pokrývajících širokou škálu akademických disciplín. Hlavní důraz se klade přírodní vědy. Například existují ústavy pro jadernou fyziku, geofyziku a termiku, jakož i pro bioorganickou chemii a chemii polymerů. Některé ústavy akademie mají vazby na region, jako Seismologický ústav, který hraje důležitou roli kvůli velkému nebezpečí zemětřesení v regionu, a Institut pro vodní problémy, který též zkoumá klíčové otázky, které jsou důležité pro Uzbekistán a okolní region. Kromě toho má akademie dvě regionální pobočky v Uzbekistánu, Mamunskou akademii v Chivě  a další pobočku má akademie věd v Nukusu v autonomní oblasti Karakalpakstán, které mají významný přínos pro akademii.

## Organizace
Nejvýznamnějším orgánem Akademie věd Uzbecké republiky je Valné shromáždění, na kterém se sejdou všichni řádní členové Akademie věd, což je v současnosti 155 osob. Prezidentská rada odpovídá za správu a řízení akademie, a skládá se z prezidenta Akademie, jeho zástupce, vědeckého ředitele a předsedů kanceláří v Nukusu a v Chivě.

## Partnerství
Akademie udržuje celkem 26 mezinárodních partnerství. Mezi partnery patří podobné akademie v jiných zemích, jako je Ruská akademie věd, Čínská akademie věd a Britská královská společnost. Existují též partneři ze soukromého sektoru, například German Chemotrade GmbH.

## Prezidenti Uzbecké akademie věd
Uzbecká akademie věd měla od svého založení 14 prezidentů, současný prezident vede akademii věd od roku 2017.
- Toshmuhammad Niyozovich Qori-Niyozov (1943–1947)
- Toshmuhammad Aliyevich Sarimsoqov (1947–1952)
- Tesha Zohidovich Zohidov (1952–1956)
- Habib Muhammadovich Abdullayev (1956–1962)
- Ubay Orifovich Orifov (1962–1966)
- Obid Sidiqovich Sidiqov (1966–1984)
- Poʻlat Qirgʻizboyevich Habibullayev (1984–1988)
- Mahmud Salohitdinovich Salohitdinov (1988–1994)
- Joʻra Adbdullayevich Abdullayev (1994–1995)[8]
- Toʻxtamurod Joʻrayevich Joʻrayev (1995–2000)
- Behzod Sodiqovich Yoʻldoshev (2000–2005)
- Tohir Fotihovich Oripov (2005–2006)
- Shavkat Ismoilovich Solihov (2006–2017)
- Behzod Yoʻldoshev (2017–)[9]